# Auchonvillers
 Auchonvillers  es una población y comuna francesa, en la región de Picardía, departamento de Somme, en el distrito de Péronne y cantón de Albert.

## Demografía
| 152 | 157 | 152 | 128 | 112 | 147 |
| Para los censos de 1962 a 1999 la población legal corresponde a la población sin duplicidades (Fuente: INSEE [Consultar]) |     |     |     |     |     |